# Marc Newson

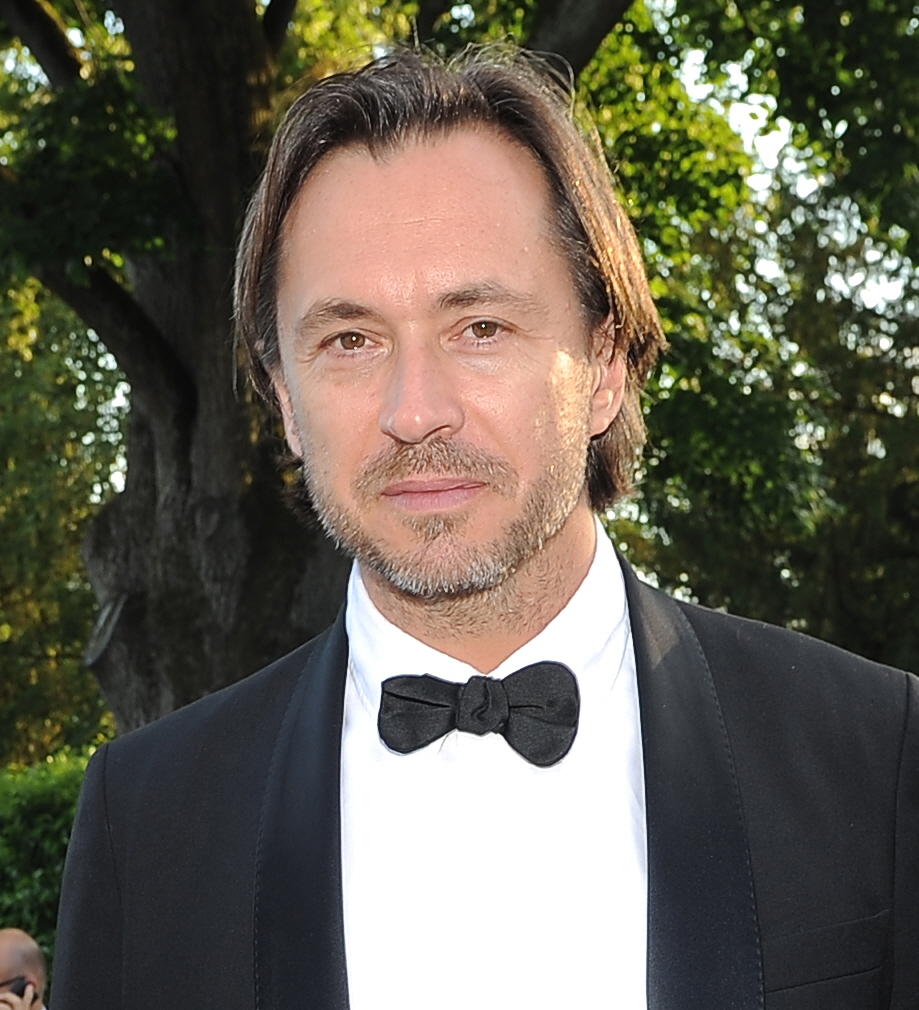
Marc Newson

Marc Newson (Sydney, 1963) is een Australisch designer. Newson past de designstijl biomorfisme toe in verschillende van zijn ontwerpen. Deze stijl gebruikt zachtvloeiende lijnen, helderheid, doorschijnendheid en de afwezigheid van scherpe hoeken, voor het ontwerp van een mooi en ergonomisch design. Hij beschrijft zijn Embriostoel uit 1988 als "een van de eerste ontwerpen waar ik onderscheidend was." Van moederszijde is Newson van Griekse origine. Hij woont sinds 1997 in Londen en heeft een huis in Parijs. Hij werd verkozen door het tijdschrift Time als een van de invloedrijkste mensen van het jaar 2005.

## Werk
Ontwerpen van zijn hand zijn:
- Ikepod horloges
- Een collectie accessoires en een gootsteen voor Ideal Standard in 2003
- Een Magnum presentatieset voor Dom Perignon in 2006
- De Dish Doctor voor Magis in 1997
- De Scopeserie van tassen van Samsonite
- Een kookset voor Tefal
- Items voor Alessi
- De O21C Concept Car voor de Ford Motor Company in 1999
- Kleding voor G-Star
- De businessclass stoel Skybed Qantas en het interieurdesign voor de Qantas A380 die in 2007 zal worden uitgebracht
- De Pentax K-01
- The Sub van Heineken in 2014

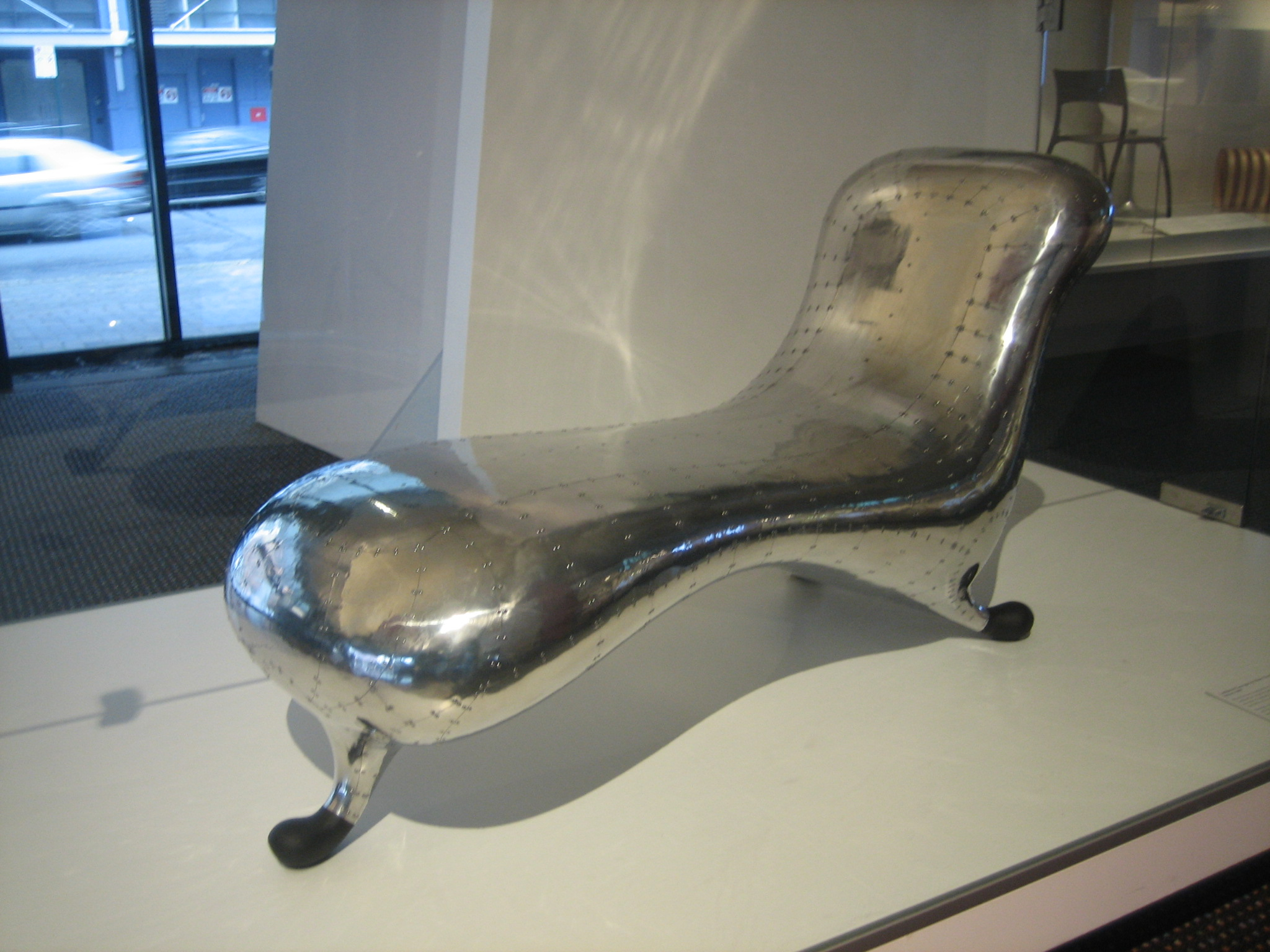
Lockheed Lounge

Zoals recentelijk bleek, is zijn werk begeerd op veilingen. Zijn Lockheed Lounge is een ontwerp uit 1986 dat hij maakte kort nadat hij school verliet en waarmee hij naam maakte als ontwerper. Dit ontwerp bracht $968 000 op bij Sotheby's in 2006. In hetzelfde jaar ontwierp hij op de Design Miami Fair 12 Chop Top tafels, die alle binnen 20 minuten waren verkocht tegen een geschatte waarde van $170,000.. Of zoals een veilingmeester van Sotheby's uitlegt: de markt spreekt een groot geloof in de eigen tijd uit; een kast van Marc Newson haalt bij veilingen hogere prijzen dan menig zeventiende-eeuwse kast.

## Tentoonstellingen (selectie)
- 2013 - Dare to wear, sieraden uit de collectie Paul Derrez / Willem Hoogstede, CODA (Apeldoorn).

- Art Gallery of South Australia: 3675
- Bibliothèque nationale de France: cb13621245s (data)
- Dictionary of Australian Artists: marc-newson
- Gemeinsame Normdatei: 122189922
- International Standard Name Identifier: 0000 0000 8402 8000
- KulturNav: e53e577f-c5bf-4c02-83d5-4ccc71fb0fc5
- Library of Congress Control Number: no00051539
- National Gallery of Victoria: 3220
- Nationale Bibliotheek van Tsjechië: js20060714009
- Nationale Bibliotheek van Israël: 987007509734605171
- Nederlandse Thesaurus van Auteursnamen: 120328828
- RKD-Nederlands Instituut voor Kunstgeschiedenis: 309793
- SNAC: w6w68g7x
- Système universitaire de documentation: 078836417
- Trove: 1493174
- Union List of Artist Names: 500128498
- Virtual International Authority File: 96632262
- WorldCat: E39PBJqqyTpHB7874rVbjjPJDq